# Erilepis
Erilepis is een monotypisch geslacht van straalvinnige vissen uit de familie van koolvissen (Anoplopomatidae).

## Soort
- Erilepis zonifer Lockington, 1880